# Fucile dell'assassinio di John Fitzgerald Kennedy
- Fucile italiano a ripetizione ordinaria Carcano M91/38 (bolt-action[1]) calibro 6,5 × 52 mm con serbatoio da sei colpi

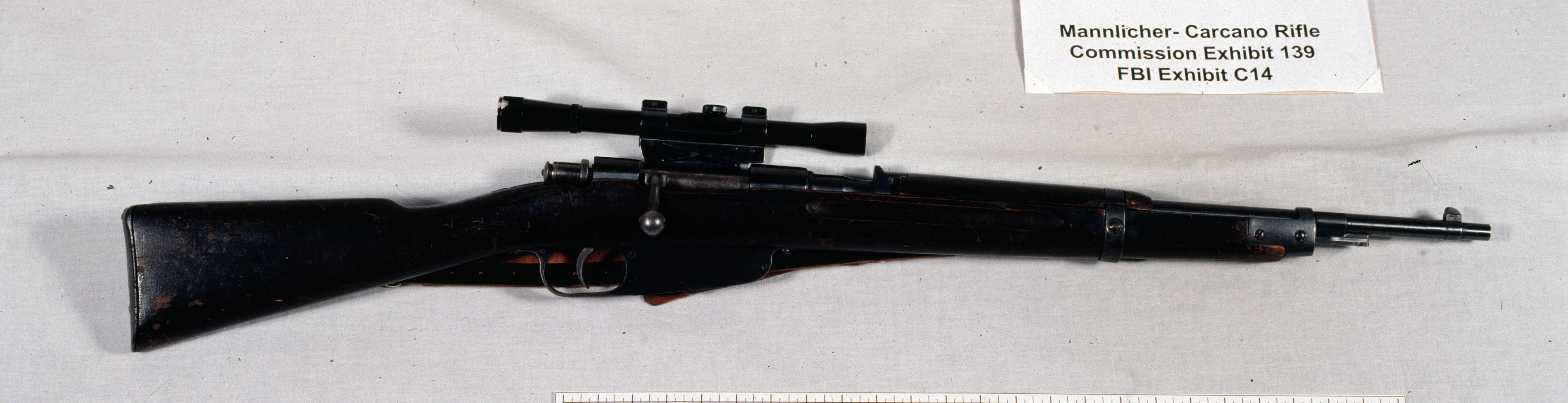
Il fucile Carcano 6,5 mm posseduto da Lee Harvey Oswald

- Matricola C2766. Lunghezza complessiva, montato: 102,1 cm; parte più lunga ad arma smontata: 88,4 cm[2]
- Cartucce Western Cartridge Co. con ogiva a punta tonda da 10,37 g
- Mirino telescopico aggiunto Ordnance Optics 4 × 18

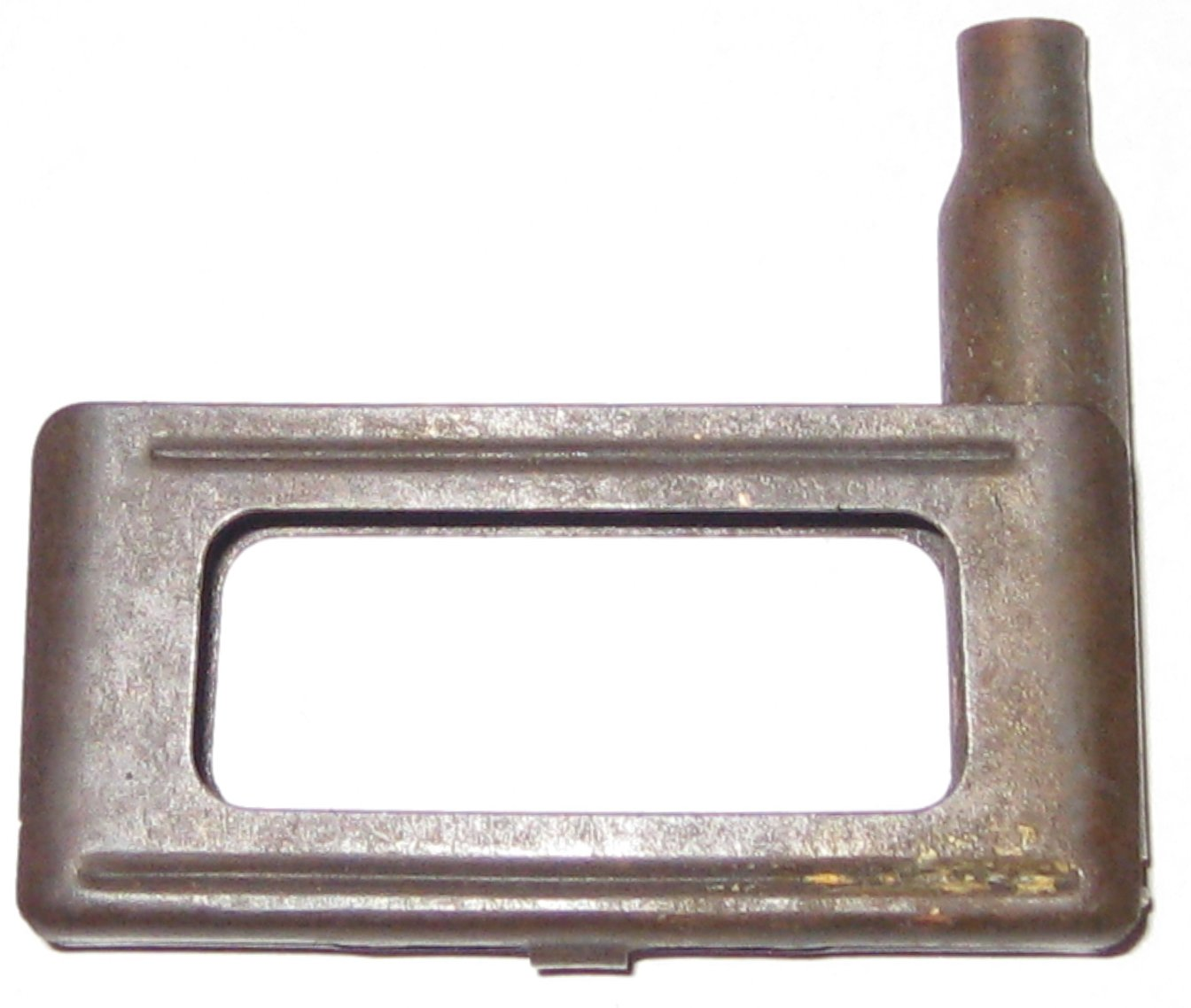
Pacchetto-caricatore del Mod. 91.

Il fucile dell'assassinio di John Fitzgerald Kennedy era un Fucile Carcano, Mod. 91/38, di fabbricazione italiana.

## L'acquisto del fucile
Nel marzo 1963, Lee Harvey Oswald, sotto la falsa identità di "A. Hidell", acquistò per corrispondenza un fucile Carcano Mod. 91/38. Con le stesse modalità acquistò anche un revolver da una diversa società. È ufficialmente accettato che il fucile fu usato nel Texas School Book Depository di Dallas (Texas) per assassinare il presidente John F. Kennedy al passaggio del corteo di auto il 22 novembre 1963. Fotografie di Oswald che tiene il fucile, un'impronta digitale scoperta esaminando l'arma, e il lavoro degli investigatori nel ricostruire le vicende dell'arma dopo la vendita, tutto alla fine portava a Oswald.
Il fucile di Oswald è ben noto in Italia, essendo stato per molti anni l'arma lunga d'ordinanza delle forze armate italiane. L'esemplare in suo possesso fu fabbricato a Terni nel 1940. Conosciuto anche semplicemente come 91/38, è un fucile a otturatore girevole-scorrevole progettato nel 1891 da Salvatore Carcano per l'arsenale dell'esercito di Torino. Il Modello 91 usava un pacchetto-caricatore simile (v. foto a margine), ma non identico, a quello del coevo Mannlicher, e per questo motivo i nomi di Carcano e Mannlicher furono associati al fucile di Oswald (v. testi della Commissione Warren). Le munizioni inserite nel caricatore erano del tipo Cartuccia Ordinaria Modello 1891/95 calibro 6,5 × 52 mm rimless (progettata nel 1895).
Nel 1938, il progetto base del Fucile Mod.91 fu modificato in diversi altri tipi, tra cui una versione più corta (carabina) detta Fucile Mod. 38, progettata dal generale Federico Capaldo, con una nuova cartuccia, calibro 7,35x51 mm con l'ogiva spitzer. Questa combinazione non ebbe in realtà grande diffusione, e nel 1940 questi fucili, prodotti con nomenclatura Fucile Modello 91/38, furono nuovamente abbinate all'originaria cartuccia 6,5x52 mm con la sua ogiva arrotondata. Il fucile spedito nel 1963 a Oswald, come residuato bellico di "carabina italiana", numero di matricola C2766, era di questo genere, costruita per camerare proiettili 6,5x52mm.
L'arma che avrebbe ucciso il Presidente Kennedy faceva parte di una partita dismessa nel 1955 dall'Esercito italiano ed acquistata – attraverso una gara – dalla ditta Adam Consolidated Industries di New York. Prima della spedizione, i fucili furono modificati a Storo (TN) presso lo stabilimento Riva (che lavorava per il Gruppo Beretta), per poi essere immessi sul mercato statunitense quali armi da caccia o da tiro a segno.

## Acquisto del revolver e del Carcano

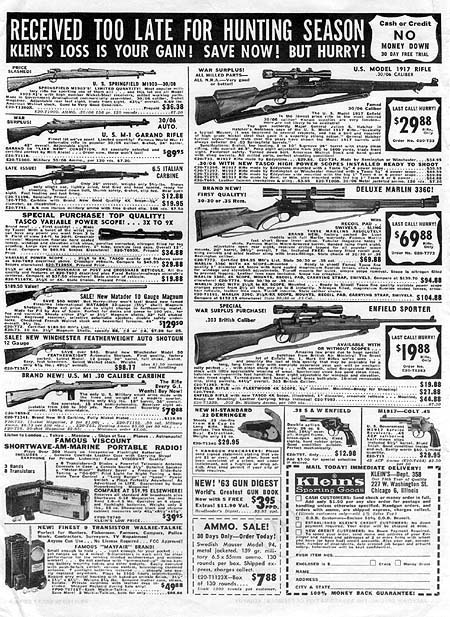
Inserzione sulla pubblicazione da cui Oswald comprò il fucile (prima colonna, terzo annuncio da sopra).

Il 9 novembre 1962, Lee Harvey Oswald attivò a Dallas la casella postale numero 2915. Il 27 gennaio 1963, usando la stessa casella postale, ordinò un revolver .38 Special Smith & Wesson 10 modello "Victory", da fonte diversa rispetto a quella da cui si procurerà il fucile, al prezzo di 29,95 dollari più spese postali e di spedizione. Gli fu spedita il 20 marzo.
Il 12 marzo ordinò il fucile, corredato da mirino telescopico, rispondendo a un annuncio economico comparso sul numero di febbraio 1963 del periodico American Rifleman al prezzo di 19,95 dollari più spese accessorie. Per pura coincidenza, anche quest'arma gli fu spedita il 20 marzo.
A fine marzo Oswald chiese a sua moglie Marina di fargli delle foto nel cortile dietro casa, con in mano le due armi e copie dei giornali The Worker e The Militant. Tre di questi scatti furono scoperti tra gli effetti personali di Oswald il 23 novembre, all'indomani dell'attentato.

## Acquisto del munizionamento

### Lastrine di caricamento
Lee Harvey Oswald doveva procurarsi le cartucce per allenarsi al tiro in poligono, inoltre per non mettere un colpo alla volta e per avere rapidità di tiro doveva procurarsi dei caricatori. Infatti nell'ordine postale (mail order, CE 135) fatto per comprare il fucile Carcano M91, in fondo Oswald scrisse a mano AMMO (BOX of 25) $ 1,95 e sotto aggiunse SHELTER KUPFER $1,95 ma questa parte dell'ordine non fu evasa e le aggiunte scritte a mano furono cancellate.
Quindi Harvey Oswald era senza munizioni per allenarsi al tiro, in quanto l'unico caricatore che aveva Oswald era quello descritto nella pubblicità della Klein Sporting Goods, «six shot clip fed» e fornitogli assieme al fucile. Quando Oswald comprò le munizioni per il revolver, nella ricevuta non si parlava di caricatori o cartucce per il Carcano M91.
La Relazione Warren afferma che il fucile trovato al Book Depository conteneva un caricatore (CE 575).
Inoltre, anche se Oswald avesse avuto i proiettili, le lastrine di caricamento erano del tipo monouso. Dopo il loro utilizzo potevano essere recuperate e consegnate alla fabbrica di munizioni, dove veniva controllata la loro efficienza e se trovate idonee venivano riutilizzate per confezionare i pacchetti per munizioni del tipo non a palla (tiro ridotto, munizionamento a salve, ecc). Le lastrine riutilizzate erano facilmente identificabili dalla croce punzonata nella sporgenza che si incastra nel becco del gancio del serbatoio.
In effetti un caricatore fu trovato dal capitano John Will Fritz, direttore dell'ufficio omicidi e furti del Dipartimento di Polizia di Dallas(4H 205) e del tenente Day (4H 258). Come si vede dalla foto il caricatore porta la punzonatura SMI 952, come ha detto l'ufficiale Day, ovvero i caricatori in ottone sono stati fatti dalla Società Metallurgica Italiana, di Campo Tizzoro (Pistoia), nell'anno 1952.
Quando veniva messo in canna l'ultimo colpo, «anche senza sparare» la lastrina cadeva, per gravità. dalla fessura, praticata sul fondo del serbatoio.
Il caricatore SMI 952 è stato messo in vendita in un lotto dall'Esercito Italiano ed è acquistato dalla Western Cartridge Co. e rivenduti negli Stati Uniti per uso collezionistico.

### Munizioni
Le cartucce da Oswald (CE 141) furono prodotti dalla Western Cartridge Co. di East Alton, Illinois, nel 1954, in tre lotti da un milione di cartucce l'uno.
I proiettili nel caricatore a disposizione di Oswald erano 6: si dice che Oswald ne abbia usato 1 per sparare al Generale Walker, 3 colpi li abbia usati per Kennedy, 1 colpo è stato trovato in canna dall'ufficiale Day, fanno 5 colpi. Nel caricatore dovrebbe esserci ancora un colpo ma il caricatore usato e fotografato nelle prove della Commissione Warren è vuoto.

## L'attentato a Walker

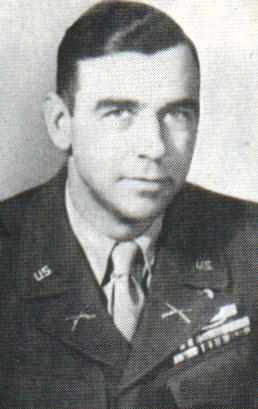
Edwin Walker, al tempo in cui era colonnello dell'esercito.

Secondo la testimonianza di Marina Oswald, il marito le avrebbe riferito che nella sera del 10 aprile 1963 aveva usato il fucile per tentare di assassinare il generale in congedo dello U.S. Army Edwin Walker, un discusso attivista politico, sparandogli nella sua casa di Dallas. Il proiettile, avendo colpito il telaio di una finestra, deviò dalla traiettoria originaria, senza toccare Walker. Oswald fuggì, sottraendosi alla cattura; nascose il fucile e se lo andò a riprendere uno o due giorni dopo.
Jeanne De Mohrenschildt, una conoscente di Oswald, testimoniò che quando con il marito George fece visita agli Oswald il 13 aprile, vide un fucile, che "assomigliava moltissimo" al Carcano, appoggiato in un ripostiglio. Quando disse a George quel che aveva appena visto, egli chiese scherzosamente a Lee, "Non è che per caso hai sparacchiato a Walker?"
I De Mohrenschildt più tardi trovarono la ristampa di una delle "foto del cortile" (di cui si è già parlato), recante la dedica "Al mio amico George, da Lee Oswald", in un album di foto ricordo che avevano prestato a Marina prima che i De Mohrenschildt stessi si trasferissero ad Haiti nel maggio 1963.

## La scoperta

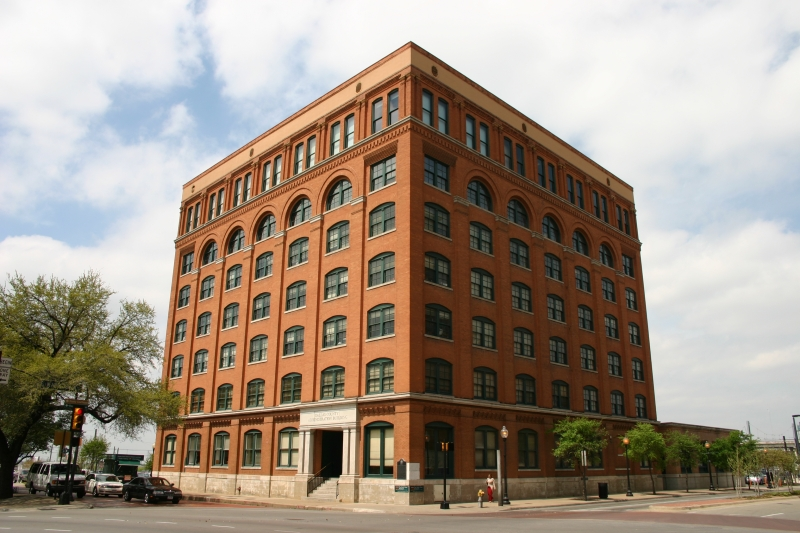
Dallas, 2005. L'edificio che nel 1963 ospitava il Texas School Book Depository (oggi è invece il Dallas County Administration Building).

La Commissione Warren sostenne che, nella settimana prima dell'attentato, Oswald tenne il fucile avvolto in una coperta e nascosto nel garage dei suoi amici Michael e Ruth Paine, presso i quali viveva all'epoca Marina, ed a cui Oswald avrebbe fatto visita occasionalmente. Michael Paine descrisse "un pacco avvolto in una coperta", che egli riteneva essere una tenda da campeggio. Peraltro, lo trovava strano, e si disse "ma non si fanno più tende da campeggio con tubi di ferro." Marina testimoniò che — dopo il suo trasferimento, con Lee, presso casa Paine nel settembre 1963 — le accadde di trovare il fucile nella coperta mentre cercava un pezzo del lettino di suo figlio.
La Commissione Warren concluse che Oswald introdusse clandestinamente il fucile nel Texas School Book Depository la mattina dell'omicidio, il 22 novembre 1963, in un viluppo di carta da pacchi, che ad un compagno di lavoro disse contenere "bastoni per tende", sebbene Oswald poi negasse la circostanza, e dicesse che quel giorno aveva con sé solo una borsa con il pranzo. Disse pure di non aver posseduto un fucile.
Circa mezz'ora dopo l'omicidio del presidente, la polizia di Dallas, affiancata da aiutanti dello sceriffo, iniziò un rastrellamento a tappeto del Texas School Book Depository Building.

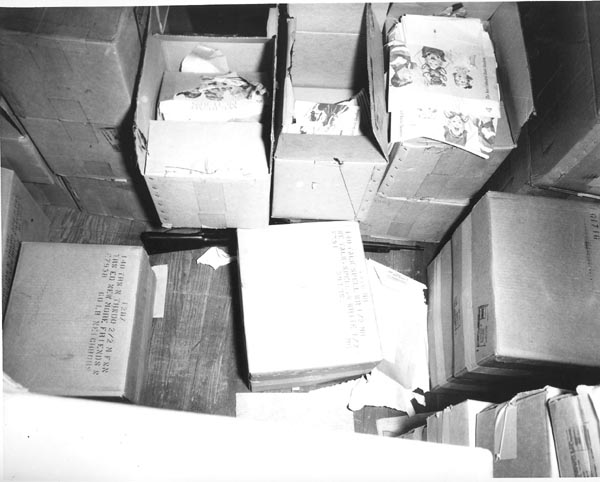
Il nascondiglio del fucile al VI piano del Depository Building

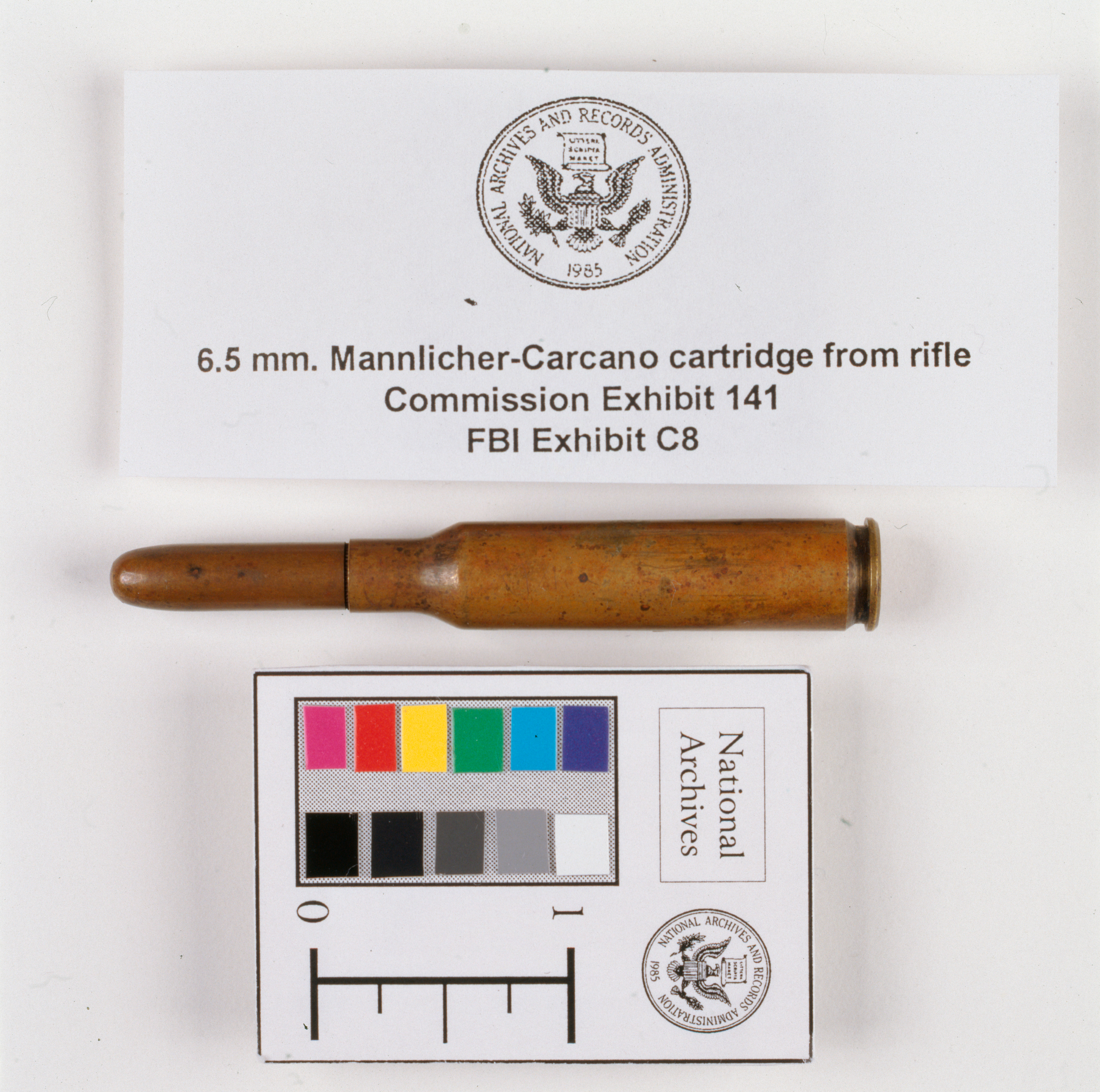
CE-141, o Warren Commission Exhibit 141, la cartuccia cal. 6,5x52 mm lasciata inesplosa nel fucile di Oswald.

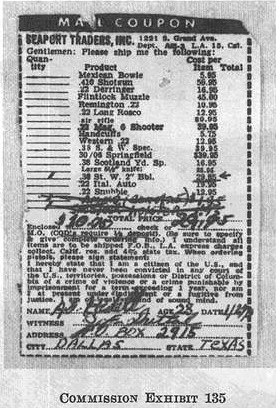
Warren Commission Exhibit CE135. Modulo d'ordine per l'acquisto del Mod. 91.

L'arma fu trovata al sesto piano, in mezzo a degli scatoloni, dal vice-sceriffo Seymour Weitzman e dall'agente Gene Boone. In un primo momento, giunsero a quella che secondo la Commissione Warren era una conclusione errata, credendo che fosse un Mauser, e non il Carcano appartenente ad Oswald. Il capitano Fritz del dipartimento di polizia di Dallas, sopraggiunto poco dopo, ammise in seguito che a quell'epoca non sapeva un granché sulle differenze tra un Mauser ed un Carcano È pur vero che l'aspetto delle due armi è simile, poiché la meccanica del Carcano è simile al Mauser, e le casse dei due fucili si assomigliano.
Carcano e Mauser a confronto

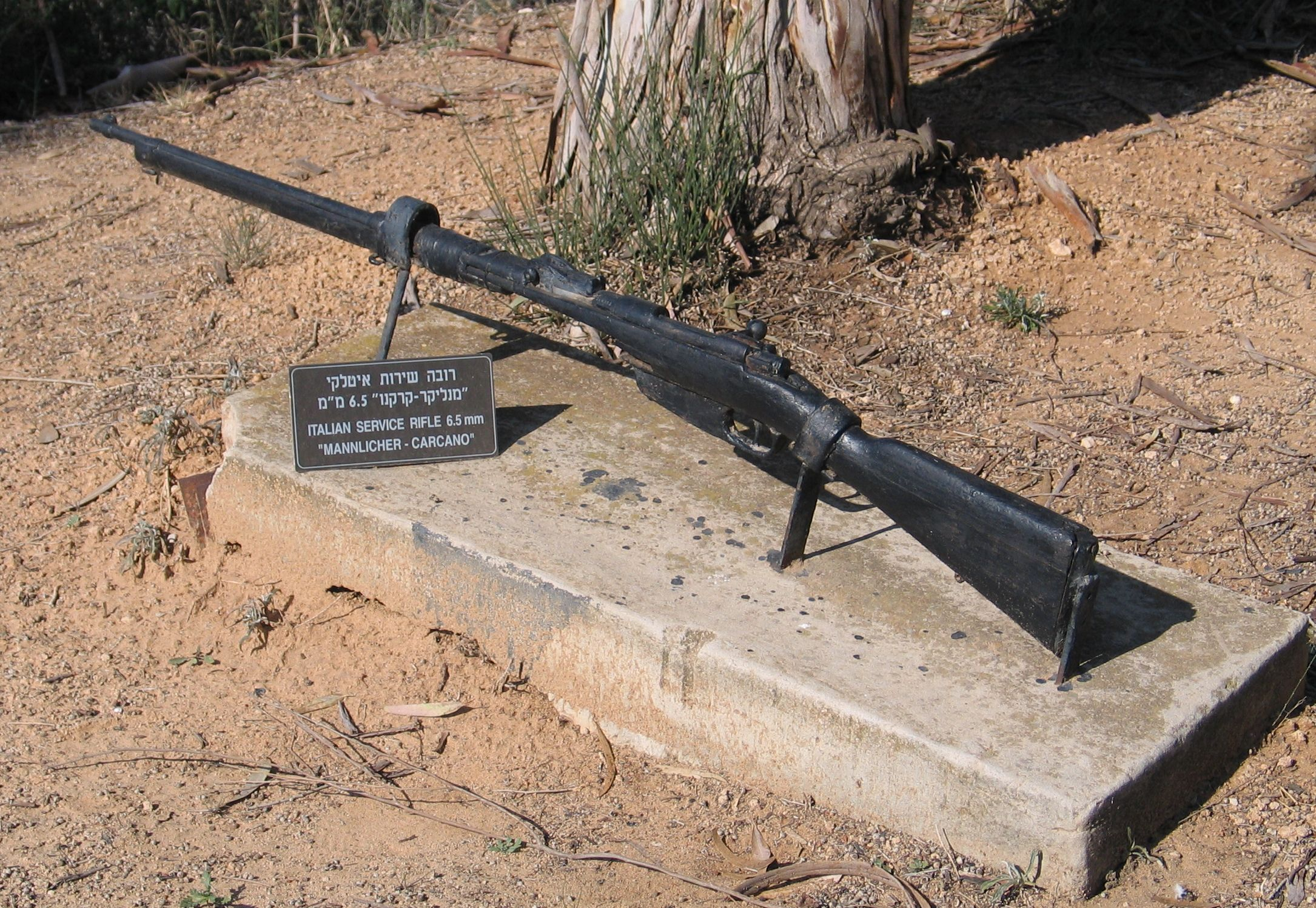
Carcano Mod. 91
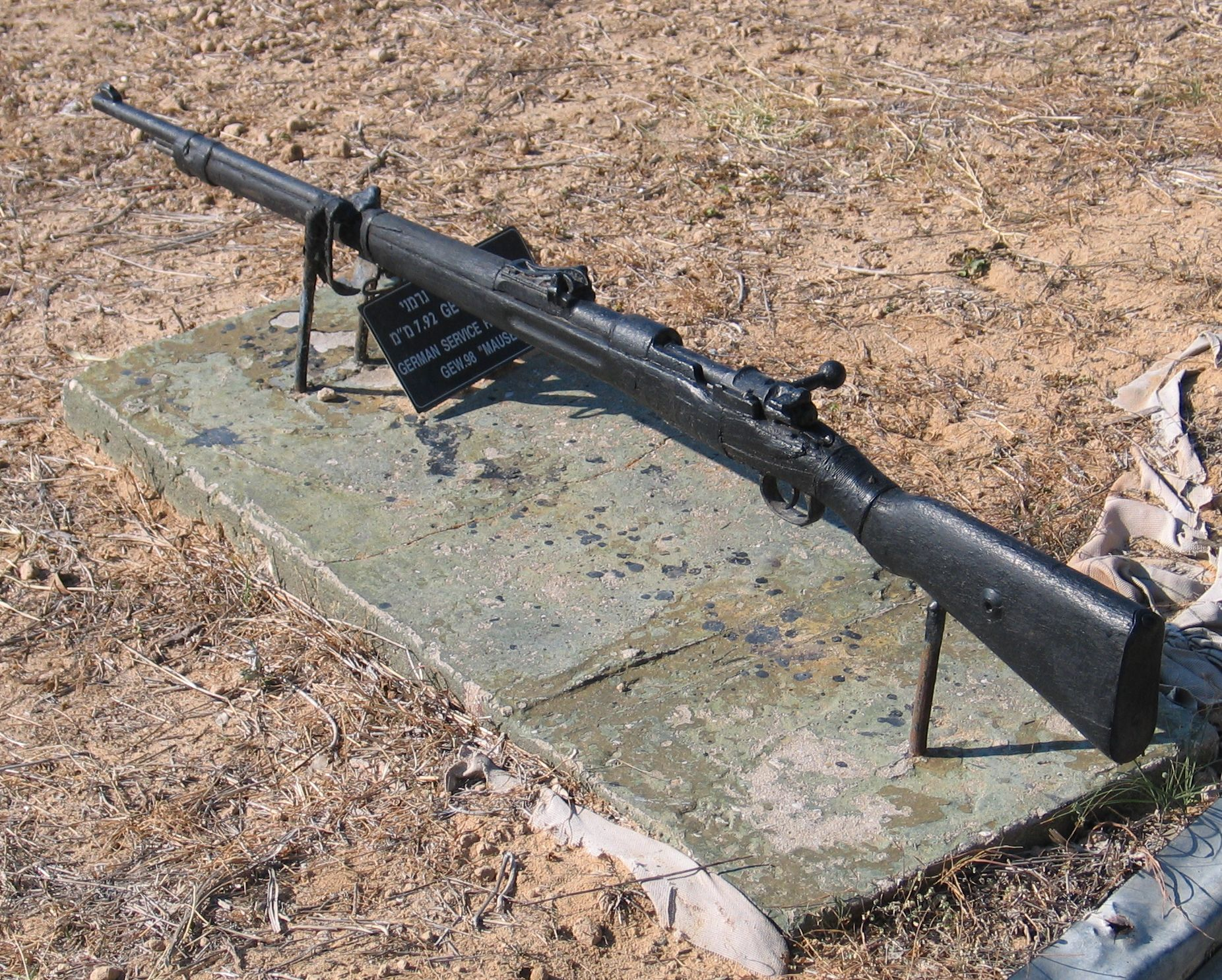
Mauser M1898

### Le impronte
Alle 13:22 gli agenti Eugene Boone e Seymour Weitzman trovarono un fucile a ripetizione con mirino telescopico tra due file di scatole nell'angolo nord-ovest. Nessuno ha toccato l'arma, all'arrivo il capitano Fritz ha dato l'ordine di fotografare l'arma mentre giaceva sul pavimento. Dopo il tenente Day tenne il fucile per la cassa, in una mano e ispezionò il fucile con una lente d'ingrandimento, con l'altra mano. Day ha stabilito che non c'erano impronte sul pomello dell'otturatore e che il calcio di legno era troppo ruvido per prendere delle impronte digitali, raccolse il fucile dal calcio e lo tenne in quel modo mentre il capitano Fritz apriva l'otturatore ed espelleva un proiettile. Il tenente Day mantenne il possesso dell'arma e la portò al dipartimento di polizia per l'esame.
Dopo portarono il fucile al laboratorio di investigazione scientifica per fotografarlo ed analizzarlo più approfonditamente. Trovò un'impronta palmare su una parte del fucile che poteva essere stata toccata solo quando l'arma non era completamente montata. Non si potevano lasciare impronte in quel posto ad arma montata, perché l'impugnatura lignea anteriore (parte della cassa opposta al calcio) copre la canna. Non poté però completare tale esame, perché ricevette l'ordine di smettere e portare il fucile all'agente FBI Vince Drain, visto che quell'agenzia si era avocata il caso. A Day fu chiesto di dire con certezza se l'impronta fosse del palmo della mano di Oswald e Day rispose che non era sicuro, perché la sua attrezzatura di laboratorio era insufficiente.
Il capo della polizia Jesse Curry testimoniò che — benché ritenesse che l'FBI non avesse competenza sul caso — si adeguò alle richieste dei "federali" di spedire il fucile ed ogni altra prova raccolta ai relativi laboratori di Washington. La sera successiva all'omicidio Kennedy, l'agente FBI Vincent Drain portò il fucile da Dallas a Washington, consegnandolo al suo collega Robert Frazier. Costui testimoniò di averlo tenuto negli uffici dell'agenzia sino al 27 novembre 1963, dopodiché il fucile fu riportato al dipartimento di polizia di Dallas per ragioni non chiare. Alle 23:45 del 22 novembre, il fucile fu mandato all'FBI di Washington dove fu esaminato la mattina del 23 novembre da Sebastian F. Latona, supervisore della Sezione Latent Fingerprint della Divisione Identificazione dell'FBI. 
Sebastian Latona, supervisore della sezione Latent Fingerprint (più o meno traducibile con "Impronte occulte") dell'FBI, testimoniò che l'impronta sulla canna del Carcano non erano impronte identificabili. Ha affermato che la scarsa qualità del legno e del metallo avrebbe fatto sì che il fucile assorbisse l'umidità dalla pelle, rendendo così improbabile una stampa chiara. 
Durante la sua deposizione avanti la Commissione Warren, il tenente Day riconobbe l'oggetto marcato Exhibit 139 come l'arma che a suo avviso gli agenti Weitzman e Boone avevano trovato il pomeriggio dell'omicidio.

## Il fucile

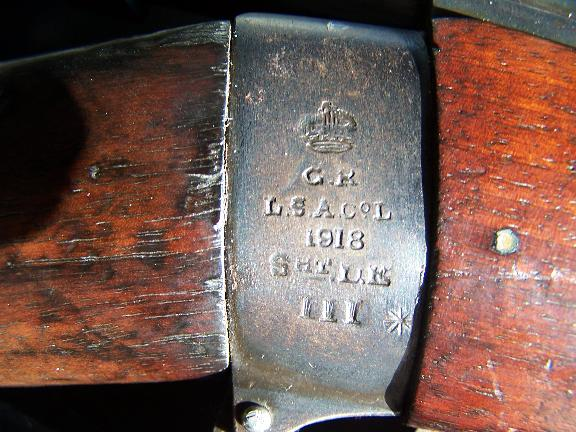
Punzonature su uno Short Magazine Lee-Enfield Mk III* del 1918, arma della medesima generazione.

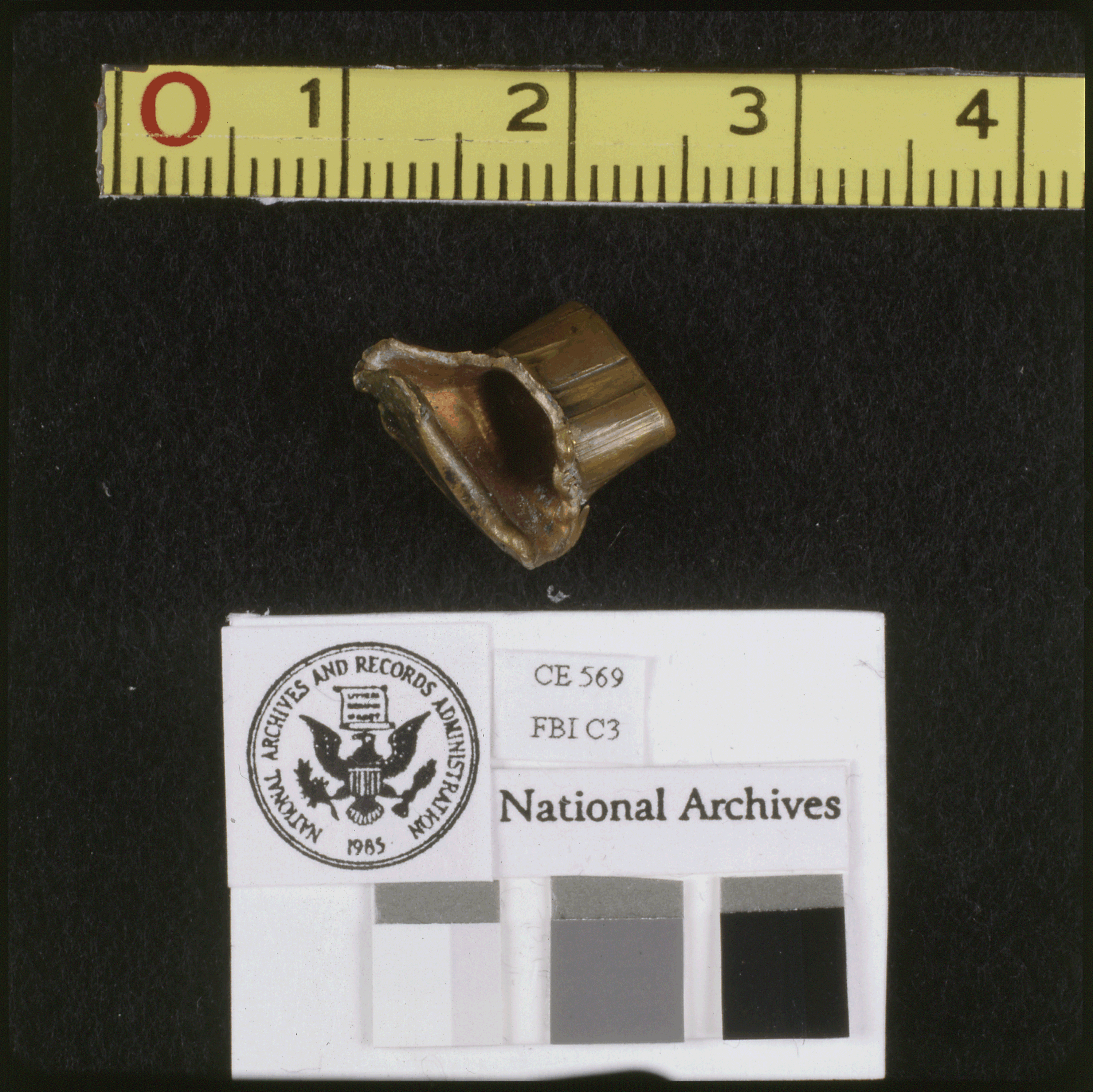
Warren Commission Exhibit CE569. Frammento di proiettile reperito sulla limousine presidenziale.

Il residuato bellico comprato da Oswald recava le punzonature: «CAL. 6.5», «MADE ITALY», «TERNI», (la città in cui fu costruito, sede di una fabbrica statale di armi) con il marchio di una corona reale (simbolo di quello stabilimento) e "ROCCA" (costruttore del percussore); aveva anche la matricola «C 2766» e i numeri «1940» e «40» [riferimenti all'anno di fabbricazione]. Quindi il vecchio fucile era appena un anno più giovane dello stesso Oswald.
Il mirino telescopico a quattro ingrandimenti, fatto da Ordnance Optics (più correttamente, di fabbricazione giapponese ma importato da detta impresa), era stato applicato da un armaiolo presso Klein's Sporting Goods, il rivenditore americano, poco dopo essere stato venduto assieme al fucile residuato, ad Oswald.
Joseph D. Nicol, sovrintendente dell'Illinois Bureau of Criminal Identification and Investigation, e Robert A. Frazier, agente speciale FBI, resero la loro deposizione alla Commissione Warren. Un'incisione caratteristica ed identiche dimensioni facevano coincidere l'arma ritrovata con il fucile imbracciato da Oswald in parecchie foto riprese dalla moglie nel cortile di casa loro, in marzo del 1963..
Una pallottola da 6,5 mm, pesante 10 g, con l'ogiva arrotondata e completamente rivestita in rame, del tipo normalmente usato nei fucili militari di quel calibro (proprio come il Carcano) fu rinvenuta nella barella del governatore Connally al Parkland Hospital. Questo proiettile (CE 399, si veda anche la teoria del proiettile unico), e due frammenti di proiettile scoperti sulla limousine presidenziale, furono comparati balisticamente con il fucile trovato nella biblioteca di Dallas. Fu trovata anche un'impronta palmare parziale di Oswald sulla relativa canna.
Gli agenti FBI appresero il 22 novembre 1963 da commercianti al dettaglio di armi, a Dallas, che la Crescent Firearms, Inc., di New York City, commercializzava fucili militari italiani 6,5 non più in dotazione alle forze armate. Interpellata dagli investigatori, la Crescent Firearms precisò di aver spedito il fucile matricola C2766 alla Klein's Sporting Goods Co., di Chicago. La mattina del 23 novembre, la Klein's trovò il modulo d'ordine e il rapporto di spedizione, da cui constava che il fucile era stato ordinato da tale "A. Hiddell", cui era stato inviato presso la casella postale 2915 di Dallas (Texas). Tale casella era stata affittata con il nome di Lee H. Oswald. Oswald, al momento dell'arresto, era in possesso di due documenti d'identità falsi che gli attribuivano le generalità di "Alek James Hidell".
La grafia sul modulo d'ordine corrispondeva perfettamente a quella di Oswald, confrontata con quella vergata sulla domanda per il passaporto e su lettere scritte da lui. Il servizio segreto militare italiano del tempo confermò che nei registri delle nostre autorità la matricola C2766 identificava esclusivamente quella specifica carabina.
Nel 1979, un'analisi fotografica a cura del House Select Committee on Assassinations trovò che il fucile conservato presso la National Archives and Records Administration era iconograficamente uguale, per una quantità di segni caratteristici, a quello trovato nella biblioteca e fotografato al tempo da svariati giornalisti e dalla polizia. Il fucile era altresì identico come dimensioni a quello che appare nelle "foto del cortile di Oswald", ed entrambi avevano un'identica traccia di danneggiamento sulla cassa.
A complicare un quadro già di per sé difficile, si aggiunge che in Italia esiste un fucile assai simile a quello utilizzato da Oswald, oggetto di attenzione da parte della Commissione Warren. Il giornale "La Repubblica" in data 11 luglio 2017 pubblica nell'inserto Rep TV un servizio intrigante. Nel 1966 la commissione Warren che indagava sull'omicidio di John Fitzgerald Kennedy visitò lo stabilimento della Società Metallurgica Italiana a Campo Tizzoro" e forse, per motivi ancora da chiarire, lasciò un fucile "del tutto simile" a quello che uccise il presidente americano nel 1963. Nel servizio Gianluca Iori, direttore del museo della SMI a Campo Tizzoro spiega che recentemente aveva ritrovato in una cassaforte un Carcano 91/38, con la canna completamente ostruita e inutilizzabile, con allegata una busta contenente proiettili, l'indicazione del direttore dello stabilimento e una misteriosa foto di una famiglia americana risalente agli anni '60. La scoperta lascia numerosi interrogativi, tra cui il perché la Commissione Warren, per fare perizie dovette venire in Italia, perché il fucile venne disattivato (non è possibile più ispezionare la parte interna della canna) e messo in una cassaforte rimasta chiusa per anni (un'arma disattivata non necessita più di tale precauzione), perché il fucile assomiglia in modo impressionante a quello della famosa foto di Oswald in giardino (non solo anche questo fucile, come quello di Oswald nella foto, non ha la cinghia originale ma pure manca del mirino metallico).

## Il revolver

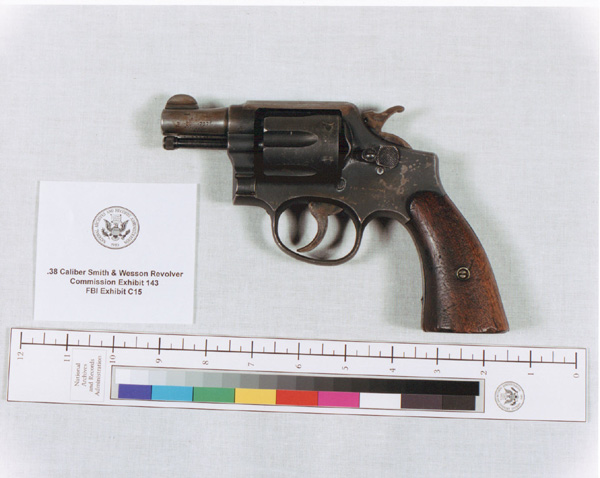
Il revolver sequestrato ad Oswald.

Il revolver a canna corta (snub-nosed) Smith & Wesson, "Victory" Model, calibro .38 Special, matricola V510210, di cui era in possesso Oswald quando fu arrestato in un cinema ottanta minuti dopo l'attentato, fu identificato, per modello e matricola, con quello acquistato per corrispondenza e spedito alla stessa casella postale del fucile, sempre a nome (fittizio) di “A.J. Hidell”, la cui richiesta era stata redatta con una scrittura sovrapponibile a quella di Oswald. La Commissione Warren concluse che Oswald usò tale revolver per uccidere l'agente di polizia J. D. Tippit che aveva tentato di fermarlo in una via residenziale, tre quarti d'ora dopo l'omicidio.

## La camicia

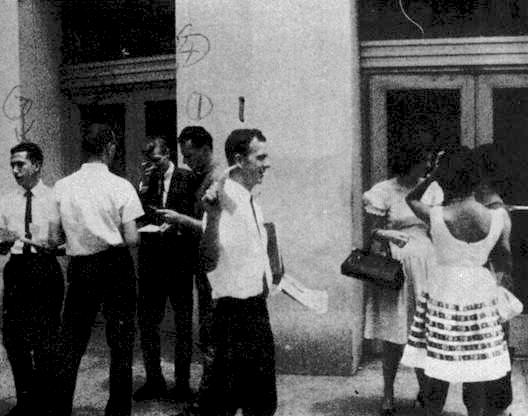
Oswald ad una manifestazione pro-Cuba nel 1963.

Nel giorno della morte di Kennedy, Oswald indossava una camicia di cotone in fantasia blu scuro, grigio-nero, e arancio-giallo, sopra una maglietta bianca; filamenti di analoghi tessuti furono asportati dal fucile da esperti della scientifica quando lo analizzarono accuratamente.
Nell'intercapedine tra fondello del calcio e cassa in legno del fucile, fu in effetti trovato un ciuffo di tessuto di cotone dei colori blu scuro, grigio-nero, e arancio-giallo.
Dopo vari test di colore, sfumatura, schemi di tessitura sui filamenti trovati sull'arma, Paul Stombaugh, agente dell'Hair and Fiber Unit (laboratorio FBI, sezione specializzata in peli e fibre), stabilì la piena compatibilità tra i reperti individuati sull'arma e il materiale di cui si sostanziavano gli indumenti di Oswald.

## Al poligono

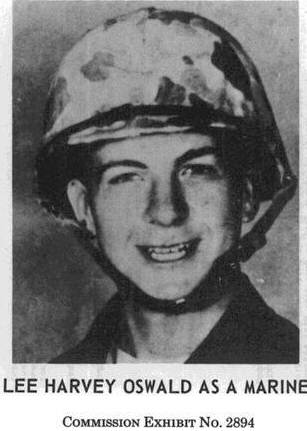
Il marine Lee H. Oswald

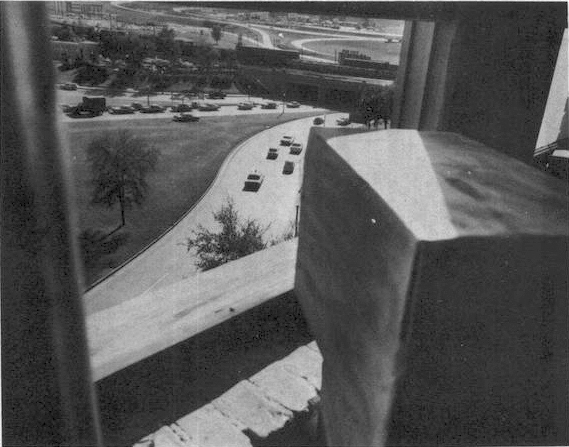
La veduta del cecchino sull'area di tiro.

Durante il servizio prestato nei Marines (dicembre 1956), Oswald raggiunse i requisiti di sharpshooter (ottenendo due volte 48 e 49 su 50 tiri in prove di tiro rapido ad un bersaglio fisso posto a 200 yards [183 m] con il fucile semiautomatico d'ordinanza M1 Garand), sebbene nel maggio 1959 si qualificasse marksman (una classificazione inferiore a sharpshooter). Gli esperti militari, dopo aver esaminato i suoi ruolini di poligono, definirono "superiore alla media" la sua competenza nel maneggio delle armi e dissero che era, se confrontato con civili maschi americani pari età, "un eccellente grilletto".
Nondimeno, Nelson Delgado, commilitone di Oswald nello stesso reparto, spesso si faceva beffe della bravura di quest'ultimo come tiratore e testimoniò che egli sovente riceveva dei "Maggie's drawers", ovvero una bandiera rossa agitata davanti alle piazzole di tiro indicante un complete miss (nessun centro) del bersaglio durante i tiri di qualificazione. Dichiarò pure che Oswald non sembrava curarsi di cogliere la sagoma o mancarla. Delgado fu assegnato con Oswald ad un reparto in Santa Ana (California), all'inizio del 1958 facendone la conoscenza lì a poco più di un anno da quando Oswald aveva ottenuto per la prima volta il "brevetto" di  sharpshooter. L'analisi moderna del filmato Zapruder, elaborato digitalmente, porta a ritenere che i tre spari si siano distribuiti nello spazio di 8,3 secondi.
Chi dubitava della versione ufficiale obiettò che tiratori esperti non erano riusciti a replicare la supposta impresa di Oswald al primo tentativo durante le ricostruzioni del fatto a cura della Commissione Warren (1964) e della CBS (1967). In queste prove i tiratori cercavano di colpire il bersaglio tre volte in 5,6 secondi. Questo intervallo di tempo è stato del resto oggetto di accese discussioni. La stessa Commissione Warren stimò che il tempo decorso tra i due spari che attinsero Kennedy fosse compreso tra 4,8 e 5,6 secondi. Il secondo colpo fu a vuoto (supponendo che il primo ed il terzo tiro andassero a segno), per cui il tempo totale dell'azione di fuoco va da 4,8 a 5,6 secondi. Se poi il primo o il terzo tiro avessero fallito l'obiettivo, tutta la sparatoria avrebbe richiesto come minimo 7,1 o 7,9 secondi.
Un buon numero degli 11 tiratori volontari della CBS, che (a differenza di Oswald) non avevano confidenza con un Carcano adeguatamente "telescopizzato", fu in grado di colpire il bersaglio assegnato due volte senza eccedere il tempo a disposizione. Howard Donahue, un professionista delle armi (che peraltro fu ispiratore di una ricostruzione degli eventi sensibilmente divergente da quella ufficiale) fu l'unico candidato a totalizzare tre centri.

## Test dell'FBI

Bersaglio per il tiro da 25 e 50 m.

I test sulla precisione del Carcano, condotti dall'FBI, diedero i seguenti esiti.
1. L'esperto di armi FBI Robert A. Frazier dichiarò che "È un'arma molto precisa. Lo dimostrano i centri che abbiamo fatto."[101] Da 14 m, tutte e tre le pallottole di una prova di tiro impattarono 75 mm più in alto, 25 mm più a destra, rispetto al centro di un'area equivalente ad un dime (una moneta di circa 18 mm di diametro).[102] Da 91 m, i colpi arrivarono da 75 a 150 mm più in alto, con riferimento ad un cerchio di analoghe dimensioni. Frazier testimoniò che la grande variazione connessa all'ottica supplementare montata avrebbe in pratica giocato a favore del tiratore: con un bersaglio che si allontanava dal tiratore, non sarebbe stata necessaria alcuna correzione deliberata per compensare il movimento, tenendo conto della velocità del proiettile. "A quel raggio, a quella distanza, tra i 53 e gli 81 m,[103] con questo fucile e con il mirino telescopico, non avrei impostato alcuna correzione — non avrei fatto alcuna correzione semplicemente per colpire un bersaglio di quelle dimensioni."
2. Non c'era verso di "telescopizzare" il fucile se non applicando due piccoli spessori di metallo, che però mancavano quando il fucile arrivò per il collaudo, né furono mai trovati.[104] Frazier precisò che il fusto del mirino telescopico presentava "un'abrasione piuttosto marcata", e che l'ottica poteva essere stata piegata o danneggiata. Non fu in grado di determinare se detta degradazione si fosse verificata prima che l'FBI ricevesse arma e mirino, il 27 novembre 1963.

## Test di laboratori di ricerca balistica

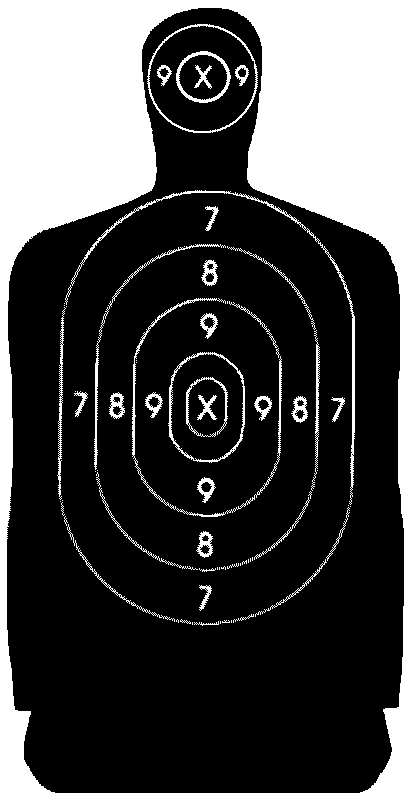
Una sagoma-bersaglio antropomorfa, del tipo utilizzato principalmente dalle forze armate.

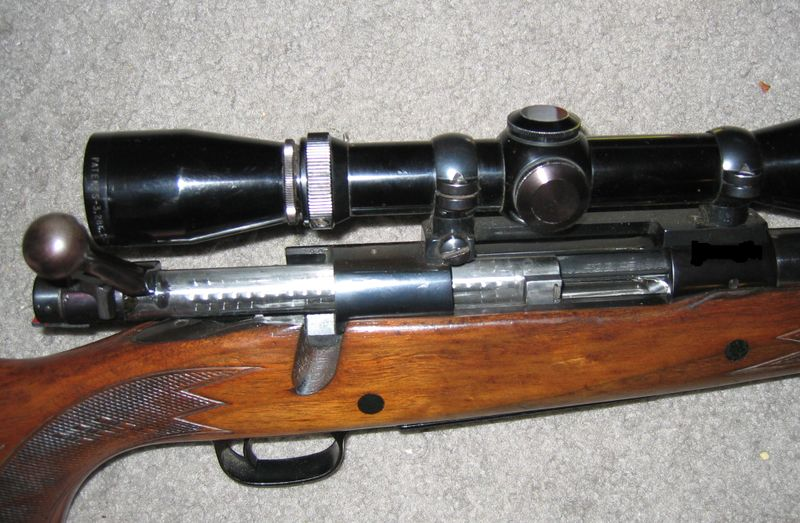
II movimento di appiglio di manovra e otturatore in un Winchester model 70.

Nel tentativo di provare il fucile in condizioni che riproducessero quelle dell'omicidio, il Ballistic Research Laboratory, settore dello U.S. Army preposto alla valutazione delle armi ad uso della fanteria, incaricò esperti fucilieri di sparare con l'arma dell'assassinio da una torre contro tre sagome collocate a 53,34, 73,15 e 80,77 metri. Utilizzando il fucile dell'assassinio dotato dell'ottica di cui abbiamo detto, tre tiratori, qualificati come master dalla National Rifle Association of America spararono due serie di tre tiri ciascuno. La prima serie registrò tempi di 4,6, 6,75, e 8,25 secondi. Nella seconda serie, essi disposero di intervalli di 5,15, 6,45, e 7 secondi.
I tiratori usarono un tempo a loro piacimento sul primo bersaglio (circa 53 m), e tutti colsero nel segno. Nei primi quattro tentativi, i tiratori fallirono il secondo bersaglio (circa 74 m) per pochi centimetri. Cinque tiri su sei centrarono il terzo bersaglio (81 m circa), collocato alla distanza in cui il Presidente fu attinto alla testa dal sesto piano. Nessuno dei tiratori aveva alcuna precedente esperienza con il fucile dell'assassinio, tranne per l'aver trafficato con l'appiglio di manovra (la leva, che nei fucili a ripetizione ordinaria ruota anche orizzontalmente sul proprio asse, per "armare" l'otturatore e/o espellere il bossolo dopo l'azione di fuoco).
La CBS eseguì un test a fuoco nel 1967 presso lo H. P. White Ballistics Laboratory di Street (Maryland). Gli undici tiratori invitati a partecipare erano di disparata estrazione sociale e professionale: tre Maryland State Troopers, (membri della polizia di stato del Maryland), un progettista di armi, un venditore di articoli sportivi, uno sportivo professionista, un tecnico balistico, un ex paracadutista e tre dipendenti della H. P. White.
La CBS fornì vari fucili Carcano per questa simulazione. Non venne però utilizzato il vero fucile dell'attentato (oggetto di questa voce). I bersagli avevano un codice cromatico, arancione per la sagoma di testa/spalle e blu per un "centro sfiorato". I risultati del test CBS furono i seguenti: 7 tiratori su 11 furono in grado di sparare tre colpi in meno di 5,6 secondi (64%). Di questi tiratori, 6 colpirono il bersaglio arancione una volta (86%), e 5 lo colpirono due volte (71%). Su 60 cartucce sparate, 25 colpirono l'arancione (42%), 21 colpirono la zona blu del bersaglio (35%), e 14 non andarono a segno (23%).
Un volontario non riuscì a far funzionare correttamente il fucile, quindi la statistica che segue fu elaborata su dieci tiratori. Il tempo medio complessivo fu di 5,64 secondi. Il valore "moda" fu 5,55 secondi e quello "mediana" 5,70. Il tempo medio dei cinque migliori tiratori fu di 5,12 secondi, quello dei rimanenti 6,16. Ci fu un'elevata ricorrenza di inceppamenti durante la prova. Mediamente i fucili si inceppavano ogni sei cartucce. I migliori risultati furono di 14, 11 e 10 tiri di fila (senza inceppamenti). Come abbiamo detto iniziando il paragrafo, ci fu un caso di inceppamento totale (zero tiri, dall'inizio alla fine della "frazione di gara", per usare un'espressione sportiva).
Il primo tiratore a guidare la classifica fu Al Sherman, agente di polizia del Maryland. Questo il suo ruolino di tiro: 5,0 secondi: 2 arancioni, 1 blu / 6,0 secondi: 2 arancioni, 1 blu / NC (inceppamento alla terza cartuccia) / 5,2 secondi: 1 arancione, 2 “bassi“ / 5,0 secondi: 1 arancione, 2 blu. Sherman riuscì a sparare otto colpi prima che il fucile s'inceppasse. Le serie di tiro più veloci registrate furono rispettivamente 4,1, 4,3, 4,9 e 5,0 secondi. La miglior prestazione in termini di precisione fu 3 arancioni in 5,2 secondi. Tra una seduta di prove e l'altra, i fucili venivano lubrificati e fatti raffreddare. Anche il giornalista televisivo Dan Rather prese parte all'esperimento.
Durante le indagini dell'House Select Committee on Assassinations (1976–1978), i due procuratori principali del comitato, Robert Blakey e Gary Cornwell, furono autorizzati a sparare con il fucile dell'assassinio in un poligono dell'FBI. I procuratori volevano verificare la velocità pratica del meccanismo di ripetizione ordinaria. Blakey riuscì a sparare due colpi in 1,5 secondi, Cornwell fece lo stesso in 1,2. L'esperimento tendeva a verificare la plausibilità della teoria per cui Oswald per l'eccitazione possa aver puntato e sparato, invece che mirato e sparato. Alcuni critici della Warren Commission avevano asserito che non fosse possibile sparare con il Carcano in meno di 2,3 secondi. Tanto il test della CBS quanto quello della HSCA dimostrarono alla fine che questa asserzione non era esatta.

## Altre ricerche

Diagramma rappresentante varie modalità di puntamento mediante tacche di mira incorporate in altrettante armi da fuoco diverse (il punto grigio indica il bersaglio).

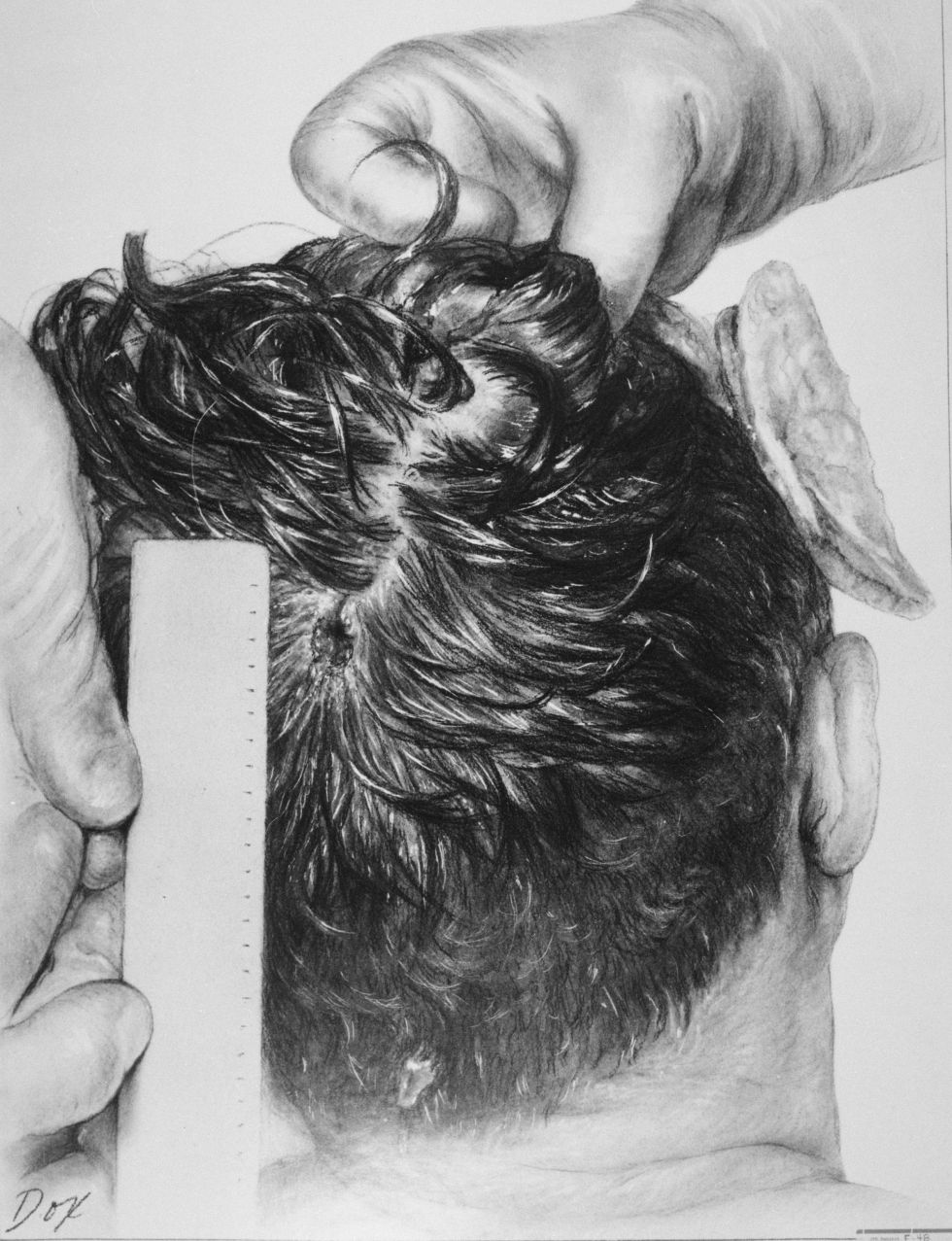
Disegno (tratto da foto dell'autopsia) rappresentante il foro posteriore sul capo del Presidente.

Vincent Bugliosi sostiene che Oswald sparò usando i congegni di mira "di serie" del Carcano, così restringendo il tempo necessario per tirare i tre colpi postulati dalla Commissione Warren. Egli nota che per l'effetto prospettico, guardando in basso verso Dealey Plaza, ad Oswald la testa del presidente Kennedy sarebbe parsa un bersaglio fisso mentre l'auto procedeva nella direzione del killer a bassa velocità. Peraltro, queste considerazioni renderebbero altresì irrilevante — con riferimento all'efficacia del fuoco di Oswald — ogni illazione sulla difettosità del mirino telescopico aggiunto.
Nel 2008, Discovery Channel produsse un documentario che mostrava alcune differenti versioni dell'omicidio Kennedy su di un manichino specificamente progettato per test balistici, ricreando le condizioni reali di elevazione, velocità del vento e distanza in un poligono della California.
L'analisi condotta con tecniche affini a quelle dei procedimenti giudiziari, suffragata da modelli computerizzati, mostrò che era molto probabile che il colpo che uccise Kennedy provenisse effettivamente dal Texas School Book Depository. Un'ulteriore conclusione che vi si ricava è che un colpo sparato dalla collinetta erbosa avrebbe completamente annientato il cranio di Kennedy, contrariamente a quanto si vede nel (già nominato) filmato Zapruder. Tuttavia, in questa conclusione si assume che l'ipotetico assassino della collinetta avrebbe impiegato proiettili ad espansione, che si "aprono" all'impatto per massimizzare la lesione. Di seguito, provarono un secondo tiro dalla collinetta, utilizzando un proiettile "normale", ad ogiva (relativamente) indeformabile. L'analisi rivelò che questo proiettile avrebbe trapassato il cranio di Kennedy da destra a sinistra, causando un foro d'uscita sul lato sinistro del cranio incompatibile con tutte le relazioni post mortem. Ne risultò pure che la traiettoria del proiettile da questa posizione di tiro avrebbe colpito e verosimilmente ucciso il Presidente.

## Sviluppi successivi

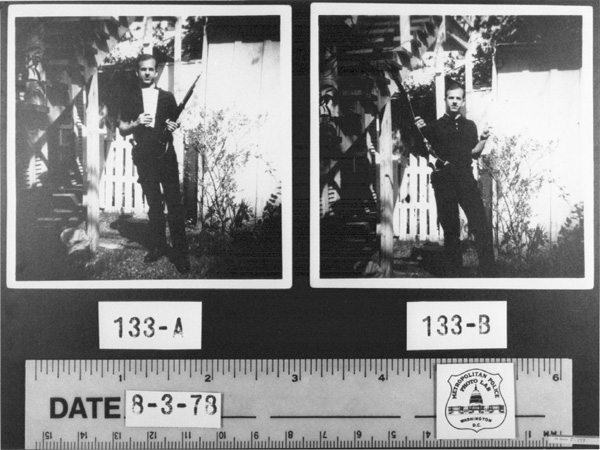
Oswald con il fucile, la pistola e due quotidiani, a Dallas nel 1963.

Il fucile rimase in possesso dell'FBI dal novembre 1963 al novembre 1966, eccetto brevi periodi nel 1964 quando fu affidato alla Commissione Warren e provato dallo U.S. Army's Weapons Evaluation Branch. Analogamente, la pistola fu nelle mani dell'FBI dal novembre 1963 al novembre 1966, eccetto un breve periodo nel 1964 quando fu affidata alla Commissione Warren.
Nel dicembre 1964, Marina, la vedova di Oswald, vendette qualsivoglia diritto, interesse o titolo che aveva su pistola e fucile per 5 000 dollari; in marzo 1965 cedette ogni potere di vendita su tali oggetti per altri 5 000 dollari. Un'ulteriore somma di 35 000 dollari fu versata a Marina da un compratore che intendeva acquisirne la proprietà "libera e tutelata da ogni pretesa di terzi."
L'acquirente, John J. King, petroliere e collezionista d'armi di Denver, nel maggio 1965 intraprese un'azione legale avanti la corte federale al fine di ottenere la disponibilità delle armi, ancora in possesso del governo. Come contromossa, il Bureau of Alcohol, Tobacco, Firearms and Explosives iniziò un procedimento di in rem forfeiture (sostanzialmente, una sorta di confisca) in relazione alle due armi. La competente United States District Court for the Northern District of Texas osservò che Oswald aveva usato nomi fittizi comprando le armi, in violazione della normativa federale (Federal Firearms Act), il che consentiva l'immediata acquisizione e confisca di qualunque arma ottenuta per siffatte vie illegali.
King impugnò in appello tale decisione nel luglio 1966, argomentando che "Non vi è alcuna disposizione nel Federal Firearms Act che richieda ad un acquirente di usare il suo vero nome quando ordini delle armi da un venditore autorizzato ai sensi dell'Act", e che il governo avrebbe dovuto accedere al titolo di espropriazione sui controversi oggetti a seguito di una sentenza di condanna (ipotesi che la repentina morte dell'omicida medesimo aveva ovviamente reso impossibile). Quindi, nel novembre 1966, lo U.S. Attorney general, agendo con i poteri che gli erano conferiti dalla Public Law 89-318, pubblicò la sua determinazione che tutti i vari oggetti considerati dalla Commissione Warren, tra cui le armi sottoposte a  forfeiture proceeding, fossero acquisite dagli Stati Uniti. Per effetto di tale determinazione, "tutti i diritti, titoli, ed interessi sulle ed alle" armi "facevano capo agli Stati Uniti."
Il compratore citò per danni il governo USA chiedendo 5 milioni di dollari per avergli sottratto le armi, ma la richiesta fu rigettata dalla corte, che rimise il caso al dibattimento, e scrisse:

«La richiesta del querelante di 5 milioni di dollari è ictu oculi iniqua — in effetti non ragionevole — e sembrerebbe basata sulla proiezione di qualche valore di mercato che potrebbe solo muovere dal fatto che queste sono curiosità che derivano il loro carattere dal legame con l'assassinio e che potrebbero essere esibite a scopo di lucro. Ma l'unicità dei reperti in questione, a nostro avviso, preclude l'accoglimento di un evidente valore di mercato. Non siamo in grado di vedere alcun suffragabile mercato per questi particolari oggetti.»

La domanda giudiziale di King fu discussa in dibattimento avanti la corte federale nel 1969, dove una giuria di dodici persone concordò con la tesi del governo, cioè che Lee Oswald aveva abbandonato il fucile nel 1963, pertanto Marina Oswald non aveva alcuna fondata pretesa su di esso, o un diritto a venderlo. King non ebbe alcun ristoro per il fatto che il governo gli aveva negato il fucile, però ricevette un indennizzo di 350 dollari per la "sottrazione" della pistola, trovata addosso ad Oswald, che King aveva pure acquistato da Marina Oswald.
Le armi in questione sono ora conservate in un luogo sicuro presso il palazzo della National Archives and Records Administration in College Park (Maryland).

## Test di tiro condotto dall'agenzia Ansa
In tempi recenti, un test di tiro condotto dall'agenzia Ansa nella Regia fabbrica d'Armi di Terni dove fu prodotto il fucile Carcano, su autorizzazione concessa dal Comando Logistico dell'Esercito Italiano, ha stabilito la velocità massima di tiro del fucile 91/38 in 5 secondi per colpo. Durante il test, il tiratore (sotto la supervisione di Ufficiali dell'Esercito) ha impiegato 19 secondi per mettere a segno 3 colpi, tempo di gran lunga superiore a quello che avrebbe impiegato Oswald secondo la commissione Warren. Altri studi sulla vicenda sostengono l'improbabilità che sia stato usato quel fucile per compiere l'attentato, proprio per via della sua supposta scarsa precisione: l'ottica di precisione era montata sul fucile in modo artigianale e non fu calibrata in poligono di tiro. Infine, con quell'ottica montata ricaricare il fucile, tenendolo appoggiato alla guancia, mirare e sparare due colpi in due secondi non sarebbe possibile.
Entrambe le affermazioni sono tuttavia contestate dall'opinione di Diego Verdegiglio, che nel suo libro tra le altre cose nota:
- La pallottola 6,5 del Càrcano è più pesante dal 30 al 50 per cento rispetto ai proiettili dello stesso diametro e viaggia alla stessa velocità (circa 680 m/s) del fucile d'assalto sovietico AK-47.
- Due istruttori al tiro del Corpo dei Marine che hanno provato l'arma di Oswald, il maggiore Eugene D. Anderson e il sergente maggiore James A. Zahm, hanno dichiarato alla Commissione Warren che con quel fucile, dotato di telescopio, i colpi sparati a Dallas non erano particolarmente difficili. Analoghe opinioni, dopo un test in poligono, hanno espresso i periti balistici, Robert A. Frazier dell'FBI e Ronald Simmons del Laboratorio di Ricerche per le Armi di Fanteria dell'Esercito americano.
- Tre maestri tiratori dell'Associazione Nazionale Tiro degli U.S.A. hanno sparato ciascuno due serie di tre colpi su bersagli fissi posti a 53, 73 e 81 metri. Tranne in due casi, tutti sono stati in grado di esplodere i tre colpi, raggiungendo almeno due volte le sagome in sette secondi al massimo.[137]

C'è da dire che Oswald non era uno scarso tiratore, come disse un suo ex commilitone: nei marine aveva la qualifica di tiratore sceltissimo, poi declassato a tiratore scelto, forse a causa anche dei suoi problemi disciplinari e comportamentali: riusciva a colpire 48 bersagli su 50, in movimento e a una distanza doppia di quella tra il deposito e la limousine di Kennedy. Secondo la moglie si esercitava spesso a tirare e a caricare e ricaricare il Carcano in pochi secondi, e la passione per le armi non gli venne mai meno.